# Jean-Michel Riou
Pour les articles homonymes, voir Riou.
Jean-Michel Riou, né à Paris le 12 juin 1953, est un écrivain français. Ancien élève de Sciences Po, il a  travaillé dans la presse écrite, comme scénariste publicitaire et professeur de Lettres. 

## Télévision
Jean-Michel Riou est intervenu dans l'émission Secrets d'Histoire consacrée à Anne-Marie-Louise d'Orléans, intitulée La Grande Mademoiselle : une rebelle sous Louis XIV diffusée le 19 juillet 2016 sur France 2.

## Œuvres

### Romans policiers ou noirs
- Jean-Michel Riou, Le Boîtier rouge, Paris, Denoël, coll. « Sueurs froides », 1er mars 1995, 239 p. (ISBN 978-2-207-24350-3, BNF 35771379)
- Jean-Michel Riou, Le Mille-pattes, Paris, Denoël, coll. « Sueurs froides », 6 janvier 1998, 233 p. (ISBN 978-2-207-24700-6, BNF 36194746)
- Jean-Michel Riou, Rendez-vous chez Scylla, Paris, Flammarion, 15 janvier 2000, 217 p. (ISBN 978-2-08-067879-9, BNF 37097092)
- Jean-Michel Riou, Les Voleurs d'ouragan, Paris, Flammarion, coll. « Quark noir », 23 février 2000, 199 p. (ISBN 978-2-08-067917-8, BNF 37103270)

### Romans historiques
Romans historiques hors série
- Jean-Michel Riou, Le Secret de Champollion, Paris, Flammarion, 6 janvier 2005, 433 p. (ISBN 978-2-08-068476-9, BNF 39904489)Histoire  romancée de la campagne d'Égypte et de la découverte de la traduction des hiéroglyphes par Jean-François Champollion.
- Jean-Michel Riou, L'Insoumise du Roi-Soleil, Paris, Flammarion, 28 avril 2006, 535 p. (ISBN 978-2-08-068760-9, BNF 40173110)
- Jean-Michel Riou, La Prophétie de Golgotha : roman, Paris, Flammarion, 28 octobre 2007, 597 p. (ISBN 978-2-08-069062-3, BNF 41130007)

Série « L'Espion de la Couronne »
1. Jean-Michel Riou, 1630, la Vengeance de Richelieu, Paris, Flammarion, 3 février 2009, 442 p. (ISBN 978-2-08-120849-0, BNF 41421153)
2. Jean-Michel Riou, 1658, l'Éclipse du Roi-Soleil, Paris, Flammarion, 6 mars 2010, 343 p. (ISBN 978-2-08-122344-8, BNF 42157225)

Série « Versailles, le palais de toutes les promesses »
1. Jean-Michel Riou, Un jour je serai Roi : 1638-1664, Paris, Flammarion, 2 novembre 2011, 620 p. (ISBN 978-2-08-124090-2, BNF 42550666)
2. Jean-Michel Riou, Le Roi noir de Versailles : 1668-1670, Paris, Flammarion, 3 novembre 2012, 563 p. (ISBN 978-2-08-127005-3, BNF 42803005)
3. Jean-Michel Riou, Les Glorieux de Versailles : 1679-1682, Paris, Flammarion, 27 septembre 2013, 531 p. (ISBN 978-2-08-129085-3, BNF 43690955)
4. Jean-Michel Riou, Le Dernier Secret de Versailles : 1685-1715

### Biographie et entretien
- Jean-Michel Riou, Un homme de liberté : Itinéraire de la vie d'Abel Farnoux, Paris, Flammarion, 23 octobre 2002, 499 p. (ISBN 978-2-08-068087-7, BNF 38919930)Ouvrage consacré au résistant Abel Farnoux (1921-2008).

### Autres ouvrages
- Jean-Michel Riou, Petits arrangements avec les femmes de ma vie, Paris, La Martinière, coll. « Petits arrangements avec », 10 septembre 2002, 138 p. (ISBN 978-2-84675-023-3, BNF 38922077)